# Rottleberode
Rottleberode ist ein Ortsteil der Gemeinde  Südharz im Landkreis Mansfeld-Südharz in Sachsen-Anhalt.

## Geografische Lage
Rottleberode liegt im Südharz an der Landstraße zwischen Stolberg (Harz) und Berga. Durch den Ort fließt die Thyra, in welche der von Thüringen kommende Krebsbach mündet.

## Geschichte

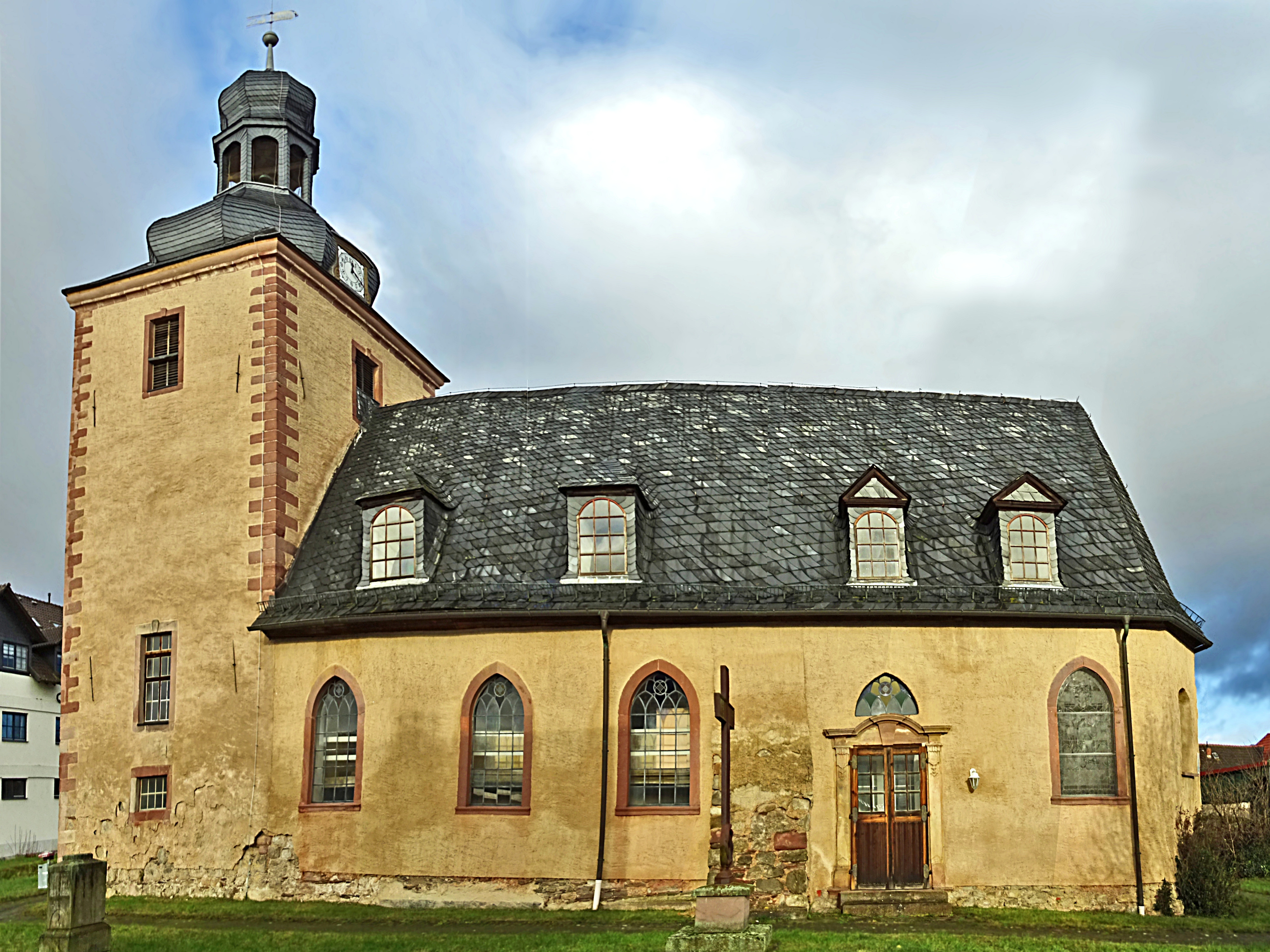
Kirche St. Martini in Rottleberode

Rottleberode entstand bereits im 10. Jahrhundert. Wilhelm, der Erzbischof zu Mainz, besaß hier einen Hof; er starb im Jahre 968 in Rottleberode, was zur ersten urkundlichen Erwähnung des Ortes führte. Rottleberode verfügte bereits 994 über das Markt-, Münz- und Zollrecht. Später gelangte der Ort in den Besitz der Grafen zu Stolberg, die den Ort in das Amt Stolberg der Grafschaft Stolberg-Stolberg integrierten. Bis 1815 stand Rottleberode unter der Oberhoheit des Königreichs Sachsen und gelangte dann an den Regierungsbezirk Merseburg der preußischen Provinz Sachsen. 1819 lebten in Rottleberode 662 Einwohner in 119 Häusern.
Während des Zweiten Weltkrieges wurde ab März 1944 das  Außenlager Rottleberode des KZ Buchenwald (das ab Oktober 1944 dem KZ Mittelbau-Dora unterstellt war) eingerichtet sowie ein diesem unterstelltes Unterkommando in Stempeda, in denen etwa 1300 KZ-Häftlinge unter anderem bei der Teilmontage für die Junkers Flugzeug- und Motorenwerke Zwangsarbeit verrichten mussten. Bei der Rüstungsfirma Stock & Co. wurden polnische und ukrainische Zwangsarbeiter in der Munitionsherstellung eingesetzt. Durch die solidarische Hilfe einer Widerstandsgruppe unter Beteiligung der Krankenschwester Elsa Neumann und des Kommunisten Paul Rößler wurde Sabotage verübt. Nach Räumungstransporten per Bahn und Todesmärschen zu Fuß wurden viele Häftlinge aus den beiden KZ-Außenlagern in Rottleberode und Stempeda am 13. April 1945 beim Massaker in der Isenschnibber Feldscheune in Gardelegen ermordet.
Bei dem britischen Bombenangriff auf Nordhausen am 3. April 1945 wurden auch vier Einwohner von Rottleberode getötet.
Von 1952 bis 1990 gehörte Rottleberode zum DDR-Bezirk Halle.

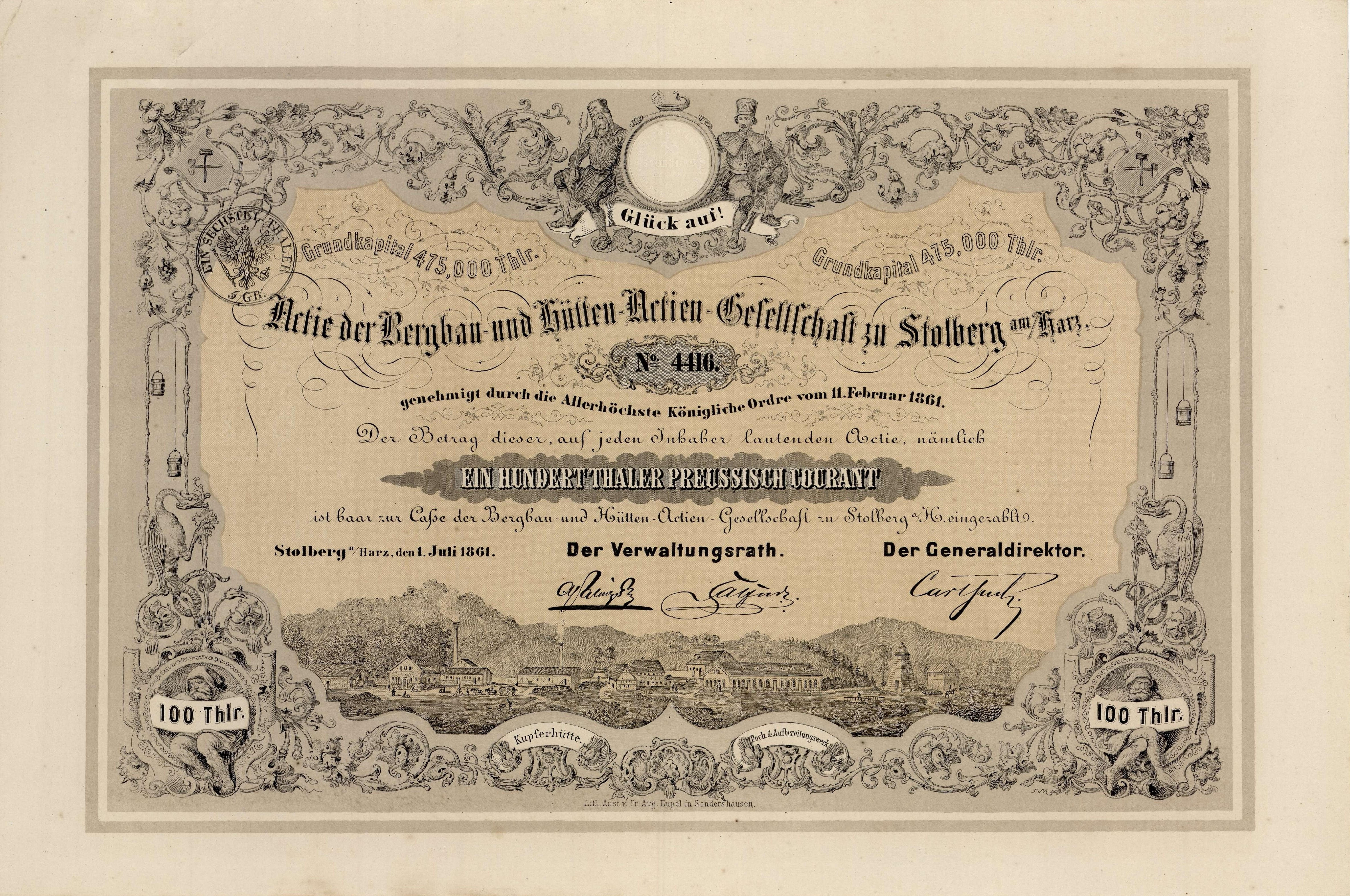
Darstellung der Josephshütte in Rottleberode auf der Gründeraktie der Bergbau- und Hütten-AG zu Stolberg am Harz vom 1. Juli 1861

Geprägt wurden der Ort und seine Umgebung durch einen jahrhundertealten Bergbau auf Eisen, Buntmetalle (Kupferschiefer), Flussspat und Gips. Zahlreiche kleinere und größere Halden in der näheren Umgebung sowie Pingen und überlieferte Namen wie Kupferhütte und Hüttenhof sind Zeugen der Gewinnung und Verhüttung dieser Bodenschätze. Erwähnenswert ist der „Flussschacht“ bei Rottleberode im Krummschlachttal. Anfang des 20. Jh. war hier die damals größte Flussspatlagerstätte Mitteleuropas aufgeschlossen. Der Produktionsbetrieb wurde 1989 wegen Erschöpfung der Vorräte eingestellt.
Am 1. Januar 2010 schlossen sich die Gemeinden Rottleberode, Bennungen, Breitenstein, Breitungen, Dietersdorf, Drebsdorf, Hainrode, Hayn (Harz), Kleinleinungen, Questenberg, Roßla, Schwenda und Uftrungen zur neuen Gemeinde Südharz zusammen. Gleichzeitig wurde die Verwaltungsgemeinschaft Roßla-Südharz, zu der Rottleberode gehörte, aufgelöst.

## Gedenkstätten
- Grabstätten auf dem Ortsfriedhof für 36 KZ-Häftlinge, die während des Zweiten Weltkrieges Opfer von Zwangsarbeit wurden
- Gedenkstein für die KZ-Häftlinge und Zwangsarbeiter vor der Heimkehle, in der die Häftlinge aus dem KZ Rottleberode Zwangsarbeit leisten mussten

## Verkehr

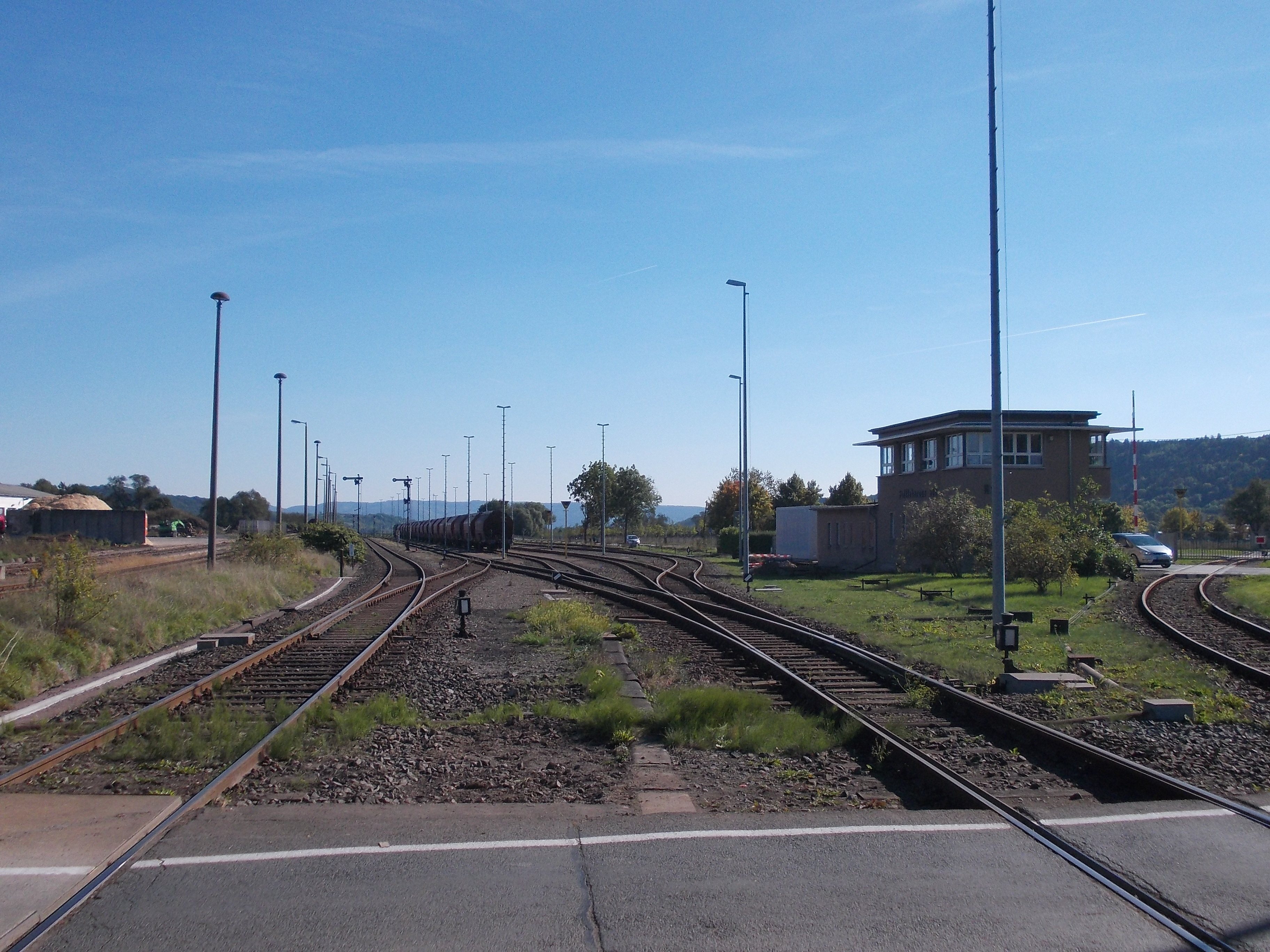
Güterbahnhof Rottleberode Süd

### Eisenbahnverkehr
Rottleberode liegt an der Eisenbahnstrecke zwischen Berga-Kelbra und Stolberg (Thyraliesel). Der Fahrbetrieb im Personenverkehr zwischen Berga-Kelbra und Stolberg über Rottleberode wurde jedoch zum Fahrplanwechsel im Dezember 2011 eingestellt und die Strecke stillgelegt. Es findet jedoch weiterhin Güterverkehr nach Rottleberode Süd – dem Güter- und Umschlagbahnhof von Rottleberode – statt.

### Busverkehr
Der öffentliche Personennahverkehr wird unter anderem durch den TaktBus des Landesnetzes Sachsen-Anhalt erbracht. Folgende Verbindung der Verkehrsgesellschaft Südharz führt durch Rottleberode:
- Linie 450: Sangerhausen – Tilleda – Berga – Rottleberode – Stolberg – Breitenstein

Durch eine weitere Buslinie der Verkehrsbetriebe Nordhausen über Salza ist Rottleberode auch aus Nordhausen erreichbar.

### Straßenverkehr
Etwa 10 Kilometer südlich von Rottleberode befindet sich die Bundesautobahn 38 mit der Thyratalbrücke. Eine Anfahrt über die BAB 38 ist möglich über die Anschlussstellen Heringen, Nordhausen oder Berga.

## Arbeit und Soziales
Der größte Arbeitgeber vor Ort ist das örtliche Gipswerk, welches nach 1989 von der Firma Knauf übernommen und umfassend modernisiert wurde. Knauf erwarb 1993 auch die zu Urbach gehörende verfallene alte Kalkhütte von 1851, ließ das Gebäude originalgetreu erneuern und betreibt seit 1997 darin ein Hotel mit Restaurant.
Im Ort befindet sich außerdem eine Grundschule.
Die Ante-Holz-Gruppe hat am 10. Mai 2007 für ihren vierten Produktionsstandort in Rottleberode Richtfest gefeiert. Insgesamt 50 Millionen Euro fließen nach Firmenangaben in das sachsen-anhaltische Sägewerk mit Produktionsstätte am Fuße des Südharzes. Es entstanden nach Angaben der Firma 100 neue Arbeitsplätze.

## Sehenswürdigkeiten

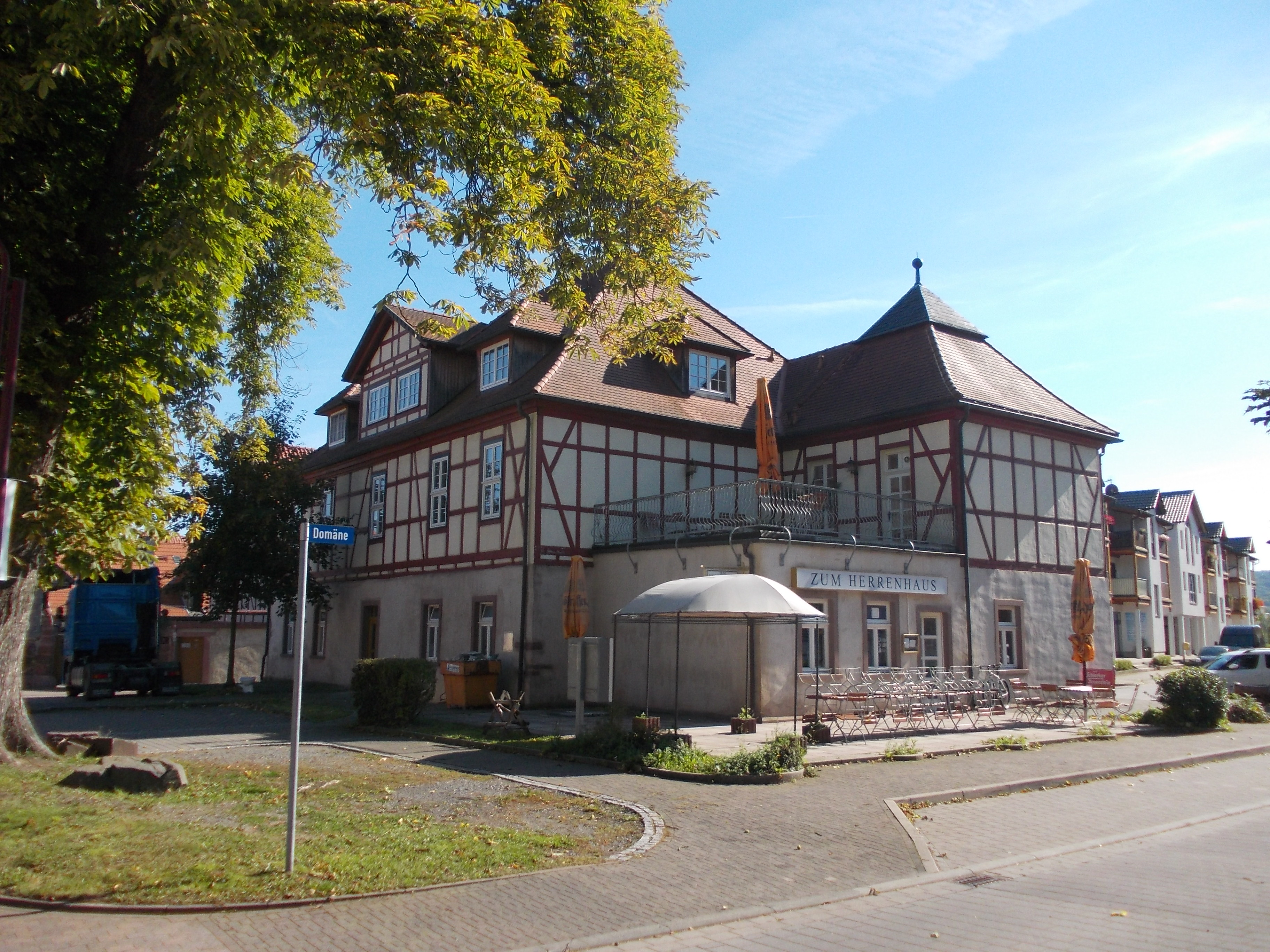
Herrenhaus der Domäne

- Ruine der Grasburg im Waldgebiet des Alten Stolbergs westlich des Ortes
- Antikes Steinkreuz am Eingang des Totenweges unterhalb der Grasburg; markiert die Stelle, an der einer Legende zufolge 1437 Johannes von Hoym, der Bischof von Halberstadt, erschlagen wurde, nachdem er in der Region Goldene Aue gemordet und geplündert haben soll
- Evangelische St. Martinikirche, 1758 bis 1761 als barocke Saalkirche erbaut; unter dem Altarstein die Grabstätte des vorgenannten Johannes von Hoym, Bischof von Halberstadt
- Nicht öffentlich zugängliches, ehemals fürstlich-stolbergisches Jagdschloss nebst Park
- Wasserkunst der Eisenhütte Rottleberode von 1830/35
- Ehemaliger Hüttenteich der Josefshütte, Schloss- bzw. Dorfteich genannt, mit Naturlehrpfad bis zum sogenannten faulen Teich, einem artenreichen Feuchtbiotop
- Restauriertes Herrenhaus und Wirtschaftsgebäude der ehemals Fürstlich Stolberg-Stolbergschen Domäne
- Schauhöhle und Gedenkstätte Heimkehle etwa zwei Kilometer südlich des Ortes
- Pfarrhaus Rottleberode

## Partnerschaften
Holle in Niedersachsen ist seit 1990 Partnergemeinde von Rottleberode.

## Persönlichkeiten

### Söhne und Töchter des Ortes
- Traugott Böhme (1884–1954), Pädagoge und Archivar
- Robert Hausmann (1852–1909), Cellist des Joachim-Quartetts und Hochschullehrer

### Personen, die mit Rottleberode in Verbindung stehen
- Wilhelm von Mainz (929–968), Erzbischof von Mainz, starb hier
- Louise von Stolberg-Stolberg (1799–1875) verbrachte mit ihrem Ehemann, Erbgraf Joseph von Stolberg-Stolberg (1771–1839), viele Sommermonate hier auf ihrem Landgut
- Werner Reinowski (1908–1987), Schriftsteller, starb hier